# دوره فترت عثمانی
فترت عثمانی یا جنگ داخلی عثمانی (نبرد آنکارا - ۵ ژوئیه ۱۴۱۳؛ ترکی استانبولی: Fetret Devri)، جنگی داخلی در امپراتوری عثمانی، میان فرزندان سلطان بایزید یکم پس از شکست پدرشان در نبرد آنکارا در ۲۰ ژوئیه ۱۴۰۲ بود. اگر چه تیمور محمد چلبی را به عنوان سلطان تأیید کرده بود، برادرانش عیسی چلبی، موسی چلبی، سلیمان چلبی و بعدتر مصطفی چلبی، از به رسمیت شناختن حکومت او امتناع کردند و هر کدام خود را وارث تخت سلطنتی می‌دانستند. که نتیجه آن جنگ داخلی شد. دورهٔ فترت کمی کمتر از ۱۱ سال طول کشید تا اینکه در نبرد چمارلو در ۵ ژوئیه ۱۴۱۳، محمد چلبی پیروز شد و با نام سلطان محمد یکم تاج‌گذاری و امپراتوری عثمانی را احیا کرد.

## القاب سیاسی
در طول دورهٔ فترت، تنها محمد چلبی سکه‌های خود را با نام سلطان ضرب می‌کرد. سکه‌های برادرش، سلیمان، امیر سلیمان بن بایزید ضرب می‌شد، در حالی که سکه‌های موسی عنوان موسی بن بایزید را بر خود داشت. هیچ سکه‌ای از عیسی بر جای نمانده‌است.

## یادداشت
1. ↑  Dimitris J. Kastritsis, The Sons of Bayezid: Empire Building and Representation in the Ottoman. Civil War of 1402-1413, Brill, 2007,
2. ↑  Fine, John Van Antwerp, The Late Medieval Balkans, (University of Michigan Press, 1994), 499.
3. ↑  Dimitris J. Kastritsis, 198